# Mauna Kea Technologies
 (juin 2020).
Si vous disposez d'ouvrages ou d'articles de référence ou si vous connaissez des sites web de qualité traitant du thème abordé ici, merci de compléter l'article en donnant les références utiles à sa vérifiabilité et en les liant à la section « Notes et références ».
Mauna Kea Technologies est une entreprise qui étudie, développe et commercialise des dispositifs médicaux qui détectent des anomalies gastro-intestinales et pulmonaires par endomicroscopie confocale par minisonde. Elle est cotée à la bourse de Paris.

## Histoire
Mauna Kea Technologies est créée en 2000 par Sacha Loiseau.

## Activité
Cellvizio, est considéré comme le produit phare de la société.

## Principaux actionnaires
Au 5 mars 2020 :
| Johnson & Johnson Innovation       | 17,5 % |
| Pascal Investment Advisers         | 2,91 % |
| Bellevue Asset Management          | 2,40 % |
| Sacha Loiseau                      | 1,71 % |
| FORUM Family Office Services       | 1,69 % |
| Fujikura                           | 0,69 % |
| SG 29 Haussmann                    | 0,65 % |
| Mauna Kea Technologies             | 0,26 % |
| Everest Equities                   | 0,25 % |
| La Banque Postale Asset Management | 0,25 % |